# Who Do You Love? (YG)
Who Do You Love? è un singolo del rapper statunitense YG, pubblicato il 20 febbraio 2014 su etichetta Def Jam.

## Tracce
1. Who Do You Love? – 5:03